# Alegria (Surigao del Norte)
Alegria (Filipino: Bayan ng Alegria) ist eine philippinische Stadtgemeinde in der Provinz Surigao del Norte, Verwaltungsregion XIII, Caraga. Sie hat 16.011 Einwohner (Zensus 1. August 2015), die in 12 Barangays lebten. Sie wird als Gemeinde der fünften Einkommensklasse auf den Philippinen und als teilweise urbanisiert eingestuft.
Alegria liegt am Ufer des Mainit-Sees, ca. 47 km südlich von Surigao City entfernt und ist über den Marhalika Highway erreichbar. Ihre Nachbargemeinden sind Tubod und Mainit im Norden, Gigaquit im Osten, Bacuag im Nordosten.

## Baranggays
| - Alipao - Anahaw - Budlingin - Camp Eduard - Ferlda - Gamuton | - Julio Ouano - Ombong - Poblacion - Pongtud - San Juan - San Pedro |

## Weblink
- Informationen der Philippine Statistics Authority über Alegria